# Aetea ligulata
Aetea ligulata är en mossdjursart som beskrevs av Busk 1852. Aetea ligulata ingår i släktet Aetea och familjen Aeteidae. Inga underarter finns listade i Catalogue of Life.